# Laevicephalus canyonensis
Laevicephalus canyonensis är en insektsart som beskrevs av Knull 1951. Laevicephalus canyonensis ingår i släktet Laevicephalus och familjen dvärgstritar. Inga underarter finns listade i Catalogue of Life.